# Fina Miralles Nobell
Fina Miralles Nobell (Sabadell, 27 de setembre de 1950) és una artista plàstica catalana que ha treballat amb tot tipus de mitjans: passant de la pintura a l'art conceptual. Va tenir un paper destacat en l'art conceptual català que va sorgir amb força els anys setanta del segle xx. També va participar en la creació de l'Espai 10, l'actual Espai 13 de la Fundació Joan Miró, a finals d'aquella dècada. A partir dels anys vuitanta, va deixar les performances, els vídeos, les instal·lacions i els llibres d'artista, per girar bruscament cap a la pintura com a paisatge per explorar el que anomena «l'invisible/visible». Des de 1999 viu a Cadaqués per decisió pròpia, a banda de l'escena artística. Des d'allà Miralles continua activa i fidel al seu diàleg quotidià amb la terra, el mar i els ritmes de la natura.

## Biografia
Va estudiar a les Escolàpies de Sabadell i, en acabar el batxillerat, va cursar els estudis a la Facultat de Belles Arts de la Universitat de Barcelona. Ha tingut una extensa trajectòria dins l'àmbit cultural nacional i internacional: ha dirigit la Sala Vinçon de Barcelona, la Sala Tres a Sabadell, entre d'altres. A partir de l'any 1983, abandona el món professional de l'art i viatja per Amèrica Llatina i França. S'instal·la definitivament a Cadaqués l'any 1999, després de vint-i-cinc anys de pelegrinatge.

### Etapa conceptual (1972-1978)
Miralles va dirigir la programació de la Sala Vinçon el 1974, l'any següent va participar en la gestió de la Sala Tres de Sabadell i des d'aquest mateix any va formar part de l'Àmbit de recerca, que iniciaria la incorporació d'artistes joves a la programació expositiva de la Fundació Joan Miró. La seva exposició individual a l'Espai 10 va suposar un moment de canvi fonamental en la seva trajectòria.
L'obra de Fina Miralles s'ubica dins de la segona generació d'artistes conceptuals catalans, així com altres com ara Josep Domènec o Ferran Garcia Sevilla. Dins d'aquest corrent, hi havia un sector obertament polititzat —on s'encabiria el Grup de Treball— iun altre de caràcter més matèric —tot i que també amb altres continguts ideològics—, d'on començà a formar part a partir de 1972. Aquests artistes volien abolir el concepte de taller com a espai de treball artístic, per tal de vincular art i vida i treballar amb més llibertat en altres entorns.

#### Natura
L'obra de Fina Miralles està marcada per una forta vinculació amb la natura i per un interès en la dicotomia entre allò natural i allò artificial. D'una banda, treballa dins el mateix entorn natural; i, de l'altra, empra els materials de la natura sense cap transformació esteticista, de manera que tingui lloc una equivalència entre propietats físiques del material i el seu valor plàstic. Pel que fa als materials naturals, vol fer evidents 5 punts:
- Mostrar únicament la seva matèria.
- Patentitzar que no han sofert cap transformació.
- Fer evident que són naturals.
- Desposseir els objectes del seu caràcter d'objectes i accentuar-ne la pròpia existència física.
- Mostrar que el valor material pot substituir el formal.

Dins d'aquesta línia, són destacables les seves obres Natura morta, Naturaleses Naturals, Translacions (1974) i Relacions (1975). Al voltant d'aquesta època, l'artista fa algunes obres en què tracta d'establir relacions entre l'art conceptual i la tradició popular catalana. Com diu l'artista: "L'art ha de tornar a estar al costat del poble (...). Encara que això ens soni demagògic, és l'única sortida, si l'art vol prendre part en la reestructuració dels conceptes més bàsics de la nostra societat." En aquesta tessitura té peces com Costumari català (1974).

#### Etapa política: reflexions sobre relacions de poder i estructures socials
A partir de l'any 1975, Fina Miralles genera una obra més relacionada amb les problemàtiques socials del moment. Aquesta obra és fruit d'un període històric convuls: acaba el franquisme, a partir de l'any 1977 es legalitzen els partits polítics, neix l'Assemblea de Catalunya, així com d'altres assemblees democràtiques d'artistes. Així doncs, l'obra de Miralles cobra una càrrega política molt més pronunciada que fins aleshores; i reflexiona al voltant dels poders totalitaris, les estructures socials patriarcals, la mort o la violència. D'aquest període en són representatives les obres Triangle de poder i mort (1976) o Triangle sobre quadrat (1977).
Segons la seva autobiografia —després de la mort del pare, el març del 1978—, va passar una temporada a Serrallonga amb la seva mare, fet que li va provocar un estat emocional de retorn als orígens, una singular comunió panteista amb la natura, que va tenir com a conseqüència directa l'exposició de pintura conceptual de la Fundació. Amb la tela de mosquitera que li va sobrar de la instal·lació Mediterrani t'estim, que havia presentat a la primera participació oficial espanyola a la Biennal de Venècia, —a més de pedres, terra i farigola de Serrallonga— va crear una sèrie de paisatges que disgregaven els elements del quadre. El marc i el bastidor, elements estàtics, feien de suport de la tela, convertida en un objecte orgànic sobre la qual no es reproduïa el motiu de representació, sinó que es presentava en si com en una posada en escena, tot convertint la natura del paisatge en una conseqüència de les forces dinàmiques que entren en joc en la formalització de les peces. L'exposició es va presentar el juny del mateix any a la galeria Artema de Barcelona.

### La pintura en el Buit
Tot i que Fina Miralles va rebre una formació artística tradicional, en la seva primera etapa va tenir una necessitat de deixar de banda l'entorn "irrespirable" de l'acadèmia per a buscar nous mitjans d'expressió artística. No obstant això, a partir de l'any 1979, l'artista retorna a la pintura. Es tracta d'una manera de pintar poc ortodoxa, molt vinculada a la seva trajectòria conceptual anterior. Treballa amb el quadre més com a objecte que com a imatge, i les seves peces es caracteritzen per un caràcter fortament matèric, emprant recursos com l'assamblatge o el treball amb el mateix suport, fent que la tela o el bastidor siguin més significatius que la representació. En aquesta línia és destacable la peça Paisatge (1979), exposada a l'Espai 10 de la Fundació Miró (actual Espai 13).
A partir de 1983, la pintura de Miralles es torna més figurativa, i revisa temes clàssics de la pintura com el paisatge i el retrat. Fa nombrosos viatges i, finalment, abandona el món de l'art professional, i pren la pintura com una qüestió vivencial, a banda del mercat i dels circuits institucionals. És en aquest moment que també s'intensifica el seu interès per expressar-se a través de l'escriptura, i la paraula pren una dimensió paral·lela a la imatge.
El 1999 donà el seu fons personal al Museu d'Art de Sabadell. El Museu d'Art Contemporani de Barcelona també conserva obra de Fina Miralles.
L'any 2012 va ser un dels autors —juntament amb els pintors sabadellencs Alfons Borrell, Xavier Oriach i Agustí Puig i el ceramista Lluís Clapés— d'un plat d'art per al Memorial Àlex Seglers.

## Premis i reconeixements
- 2018 - Premi Nacional d'Arts Visuals, dins dels Premis Nacionals de Cultura, que atorga el Consell Nacional de la Cultura i de les Arts.[21][22]
- 2021 - Premi GAG honorífic, atorgat per les Galeries d’Art de Catalunya i l'Associació Art Barcelona.[23]

## Exposicions i llibres

### Exposicions individuals destacades[24]
- Sensitiveland, llibreria Platón (Barcelona, 1972)
- Naturaleses Naturals, Sala Vinçon (Barcelona, 1973)
- Translacions, Associació del personal de la Caixa de Pensions (Barcelona, 1974)
- Sala Tres (Sabadell, 1974)
- Imatges del zoo, Sala Vinçon (Barcelona, 1974)
- Relacions, Sala Tres (Sabadell, 1975)
- Triangle, Museu Municipal (Mataró, 1976)
- Emmascarats (Barcelona, 1976)
- Triangle sobre quadrat, galeria 3 i 5 (Girona, 1977)
- Matances, galeria Gaetan (Ginebra, 1977) i galeria G (Barcelona, 1977)
- Paisatge, Espai 13, Fundació Joan Miró (Barcelona, 1979)
- Fragments, galeria 491 (Barcelona, 1980)
- Doblec d'ona, Exzema (Sabadell, 1981)
- En l'aire, Sala Metrònom (Barcelona, 1982)
- A l'espai, Galeria Joan Prats (Barcelona, 1983)
- Itinerari de la terra a l'aigua, Galeria Cadaqués (Cadaqués, 1983)
- Paisatge i retrat, Galeria Central (Sabadell, 1991)
- Floréal, Galerie Serge Fourchon (Luc-sur-Mer, 1993)
- La línia és l'excusa per donar vida al buit, galeria Nova Tres (Sabadell, 1995)
- Les formes del vent, galeria Nova Tres (Sabadell, 1996)
- De les idees a la vida, Museu d'Art de Sabadell (Sabadell, 2001)
- Nadala. Fina, sembra, que uns altres ja recolliran, Fundació Joan Miró (Barcelona, 2014)
- Fina Miralles. Itinerari pel traç, la pintura i la vivència, Museu d'Art de Sabadell (Sabadell, 2015)[25]
- Fina Miralles. L'illa de Firdrac, Museu d'Art de Sabadell (Sabadell, 2015)[26][15][16]
- Fina Miralles. Paraules fèrtils 1972-2017, Museu d'Art de Sabadell (Sabadell, 2018)[27]
- Fina Miralles. Soc totes les que he sigut. Museu d'Art Contemporani de Barcelona (Barcelona, 2020).[28]

### Exposicions col·lectives[24]
- Natura Morta, Primera Mostra d'Art Actual (l'Hospitalet de Llobregat, 1972)
- Mar, cel i Terra, Sala Vinçon (Barcelona, 1973)
- Fruits de pedra, noves tendències d'art, FAD (Barcelona, 1974)
- L'arbre, Valors actuals del costumari català en les arts plàstiques (Itinerant a Catalunya, 1975)
- Taula de terra i petjades. L'objecte, Fundació Joan Miró (Barcelona, 1976)
- Tres esquemes de mort artificial, 10a Biennal de París, Palais de Tokio (París, 1977) i 54a Biennal de Venècia, 1978
- Fragments, Muestra de Arte Conceptual (Eivissa, 1979)
- Camí i festa de la lletra, galeria Eude (Barcelona, 1979)
- Homenatge a Picasso, Antic Hospital de la Santa Creu (Barcelona, 1981), Arco '82, galeria Joan Prats (Madrid, 1982)
- Mostra d'art contemporani català (Toronto i Boston, 1982)
- Expositia Artisti Catalani, galeria Caminui Artei (Bucarest, 1982)
- Idees i Actituds entorn de l'art conceptual a Catalunya 1964-1980, Centre d'Art Santa Mònica (Barcelona, 1992), Col·lecció MACBA (Barcelona, 1997)
- Genealogías feministas en el arte español, Museo de Arte Contemporáneo de Castilla y León (MUSAC) (León, 2012)[29]

### Obra escrita[30]
- Vuit poemes. Barcelona: 1993. Cafè Central. Plaquettes, 39.
- De la llum, cap a la llum. Camallera: 2005. Edicions de la nau côclea.
- Testament vital. Sabadell: 2008. Edicions de Gràfic Set. El pot petit, 8. ISBN 978-84-933724-8-4.
- Fina Miralles. Paraules fèrtils 1972-2017. Sabadell. 2018. Fundació Ars. ISBN 978-84-89991-21-7.[27]